# Susanna (Vorname)
Susanna ist ein weiblicher Vorname.

## Herkunft und Bedeutung
Der Name Susanna, altgriechisch Σουσάννα Susánna, geht auf das hebräische Wort שׁוֹשָׁן šōšān, שׁוּשַׁן šūšan zurück, das vom Ägyptischen sšn abgeleitet wird und „Lotus“, „Lotusblüte“, „Lotusblume“ bedeutet. Die Lotusblüte steht symbolisch für Regeneration und neues Leben. Der Septuaginta folgend wird die Vokabel jedoch häufig mit „Lilie“ übersetzt.

## Verbreitung
Der Name Susanna kommt bereits in der Bibel vor. Hier bezeichnet er eine Jüngerin Jesu (Lk 8,3 ). Darüber hinaus behandelt eine der apokryphen Ergänzungen des Buches Daniel eine Susanna.
Im englischen Sprachraum wurde Susanna [su.ˈzæn.ə] bereits im Mittelalter gelegentlich verwendet, wurde jedoch erst nach der Reformation geläufig. Heute wird er in Großbritannien nur sehr selten vergeben. In England und Wales erreichte er seine letzte Platzierung unter den 1000 meistgewählten Vornamen im Jahr 2006.
In den USA war der Name im ausgehenden 19. Jahrhundert geläufig, wurde jedoch nicht sehr häufig vergeben. Zu Beginn des 20. Jahrhunderts geriet er außer Mode. Ab den 1930er Jahren gewann er leicht an Popularität, erreichte jedoch die Top 500 der Vornamenscharts nicht. Seit 1998 zählt er nicht mehr zu den 1000 meistgewählten Mädchennamen der Vereinigten Staaten.
In Italien ist der Name Susanna [su.ˈzan.na] geläufig. Bis ins Jahr 2010 zählte er zu den 200 beliebtesten Mädchennamen des Landes. Im Jahr 2011 verließ er die Hitliste, um sie ein Jahr später wieder zu erreichen. Seit 2014 findet er sich nicht mehr unter den 200 meistgewählten Mädchennamen.
Սուսաննա Susanna, zählt in Armenien zu den beliebtesten Mädchennamen. Im Jahr 2008 stand er auf Rang 10 der Hitliste. Seitdem verlor er an Popularität, erfreut sich jedoch nach wie vor großer Beliebtheit. Im Jahr 2023 stand er auf Rang 40 der Vornamenscharts.
In Deutschland wird der Name Susanna [zu.ˈza.na] nur selten vergeben. Zwischen 2010 und 2024 wurde er etwa 500 Mal als erster Vorname vergeben. Besonders verbreitet ist er in Bayern. Das durchschnittliche Alter einer in Deutschland lebenden Susanna beträgt 46 Jahre.
Susanna zählte in Österreich von Beginn der Aufzeichnungen im Jahr 1985 bis ins Jahr 2003 zu den 200 beliebtesten Mädchennamen (Ausnahme: 1992 und 2002). Als höchste Platzierung erreichte er im Jahr 1985 Rang 133 der Hitliste. In den 2000er Jahren verlor der Name immer weiter an Popularität und geriet schließlich außer Mode. Seit 2015 zählt er nicht mehr zu den 500 meistgewählten Mädchennamen des Landes. Im Jahr 2023 belegte er Rang 825 der Vornamenscharts.

## Varianten
- Armenisch: Սուսաննա Susanna
- Färöisch: Súsanna
- Griechisch: Σουσάννα Susánna
- Hebräisch: שׁוֹשַׁנָּה šōšannâ
- Isländisch: Súsanna
- Kirchenslawisch: Сꙋсанна Susanna
- Russisch: Сусанна Susanna
- Ukrainisch: Сусанна Susanna

Für weitere Varianten: siehe Susanne#Varianten

## Namensträger
- Susanna Abraham († 1821), deutsche Kauffrau und Stifterin
- Susanna Agnelli (1922–2009), italienische Politikerin, Mitglied der camera, MdEP, Mitglied des Senato della Repubblica
- Susanna Alakoski (* 1962), schwedenfinnische Sozialarbeiterin, Journalistin und Schriftstellerin
- Susanna Babkenowna Amatuni (1924–2010), armenisch-sowjetische Musikwissenschaftlerin
- Susanna Andersson (* 1977), schwedische Opernsängerin (Sopran)
- Susanna Benda (1827–1912), deutsche Schauspielerin und Sängerin
- Susanna Bliggenstorfer (* 1953), Schweizer Bibliothekarin und Romanistin
- Susanna Blunt (* 1941), kanadische Porträtkünstlerin
- Susanna Böhme-Kuby (* 1947), deutsche Literaturwissenschaftlerin, Publizistin und Autorin
- Susanna Bonasewicz (* 1955), deutsche Schauspielerin, Synchron- und Hörspielsprecherin
- Susanna Margaretha Brandt (1746–1772), Kindsmörderin und Vorbild für Goethes Gretchen
- Susanna Burghartz (* 1956), deutsch-schweizerische Historikerin
- Susanna Capurso (* 1958), italienische Schauspielerin
- Susanna Ceccardi (* 1987), italienische Politikerin (Lega), MdEP
- Susanna Centlivre († 1723), englische Dichterin, Schauspielerin und Dramatikerin
- Susanna Clarke (* 1959), britische Schriftstellerin
- Susanna de la Croix (1755–1789), niederländische Pastellmalerin und Zeichnerin
- Susanna Daepp-Heiniger (* 1938), Schweizer Politikerin (SVP)
- Susanna Daucher, Anhängerin der Täuferbewegung
- Susanna Driano (* 1957), italienische Eiskunstläuferin
- Susanna Maria van der Duyn (1698–1780), niederländische Schauspielerin
- Susanna Edelhäuser († 1665), Opfer der Hexenverfolgungen in Friedberg
- Susanna Eger (1640–1713), deutsche Köchin und Kochbuchautorin
- Susanna Elm (* 1959), deutsche Althistorikerin
- Susanna Ernst (* 1980), deutsche Romanautorin
- Susanna F., deutsches Mordopfer
- Susanna van Fornenbergh, niederländische Schauspielerin
- Susanna Forsström (* 1995), finnische Skispringerin
- Susanna Foster (1924–2009), US-amerikanische Schauspielerin
- Susanna Fritscher (* 1960), österreichische Malerin und Installationskünstlerin
- Susanna Gabojan (* 1996), armenische Schachspielerin
- Susanna Gartmayer (* 1975), österreichische Improvisationsmusikerin (Bassklarinette)
- Susanna Gilbert-Sättele (* 1953), deutsche Redakteurin sowie freie Journalistin, Kulturjournalistin und Rezensentin
- Susanna Gossweiler (1740–1793), erste Lehrerin und Leiterin der Zürcher Töchterschule
- Susanna Grann (* 1962), deutsche Schriftstellerin
- Susanna Haapoja (1966–2009), finnische Politikerin, Mitglied des Reichstags
- Susanna Hall (1583–1649), Tochter von William Shakespeare und Anne Hathaway
- Susanna Sophia Antoinetta van Hees (1776–1863), Schulgründerin und Philanthropin
- Susanna Heikari (* 1977), finnische Fußballspielerin
- Susanna Yoko Henkel (* 1975), deutsche Violinistin
- Susanna Hirschler (* 1974), österreichische Schauspielerin
- Susanna Hoffs (* 1959), US-amerikanische Musikerin
- Susanna Höller (* 1989), österreichische Fußballspielerin und ehemalige Nationalspielerin
- Susanna Hönig-Sorg (* 1939), österreichische Schriftstellerin
- Susanna Horenbout, flämische Malerin
- Susanna Huygens (1637–1725), niederländische Schreiberin von Briefen
- Susanna Jara (* 1984), ukrainische Interpretin von Weltmusik und Jazz
- Susanna Javicoli (1954–2005), italienische Schauspielerin
- Susanna Jacobina Jungert (1741–1799), Sopranistin
- Susanna Kahlefeld (* 1964), deutsche Politikerin (Bündnis 90/Die Grünen)
- Susanna Kallur (* 1981), schwedische Leichtathletin
- Susanna Karawanskij (* 1980), deutsche Politikerin (Die Linke), MdB
- Susanna Kaysen (* 1948), US-amerikanische Schriftstellerin
- Susanna Kearsley (* 1966), kanadische Schriftstellerin
- Susanna Knechtl (* 1978), österreichische Schauspielerin
- Susanna Koch (* 1987), österreichische Fußballspielerin
- Susanna Kraus (1957–2025), deutsche Schauspielerin und Künstlerin
- Susanna Kubelka (1942–2024), österreichische Schriftstellerin
- Susanna Kuratli (1948–2018), Schweizer Malerin
- Susanna Kurzthaler (* 1995), österreichische Biathletin
- Susanna van Lee, niederländische Schauspielerin
- Susanna Lehtinen (* 1983), finnische Fußballspielerin
- Susanna Lindeborg (* 1952), schwedische Fusion- und Jazzmusikerin (Piano, Keyboards, Elektronik, Komposition)
- Susanna Lorántffy († 1660), Förderin der Reformation und Wohltäterin
- Susanna Majuri (1978–2020), finnische Fotografin
- Susanna Mälkki (* 1969), finnische Dirigentin
- Susanna Martinková (* 1948), kroatische Schauspielerin
- Susanna Mayr († 1674), deutsche Barockmalerin, Kupferstecherin und Silhouettenschneiderin
- Susanna Meinen (* 1992), Schweizer Biathletin und Skilangläuferin
- Susanna Messerschmidt (* 1962), deutsche Künstlerin
- Susanna Mewe (* 1981), deutsche Schriftstellerin und Drehbuchautorin
- Susanna Mildonian (1940–2022), belgische Harfenistin
- Susanna Moncayo, argentinische Mezzosopranistin
- Susanna Moodie (1803–1885), kanadische Schriftstellerin
- Susanna Moore (* 1945), amerikanische Schriftstellerin
- Susanna Nicchiarelli (* 1975), italienische Filmemacherin
- Susanna von Oberburg († 1601), Klarissin mit Sympathien für den Protestantismus
- Susanna Ohlen (* 1982), deutsche Journalistin und Fernsehmoderatorin
- Susanna Okonowski (* 1992), deutsche Schauspielerin und Sängerin
- Susanna Orelli-Rinderknecht (1845–1939), Schweizer Abstinenzlerin
- Susanna Partsch (* 1952), deutsche Kunsthistorikerin und Sachbuchautorin
- Susanna Porela-Tiihonen (* 1987), finnische Biathletin
- Susanna Pöykiö (* 1982), finnische Eiskunstläuferin
- Susanna Maria Preißler (1701–1765), deutsche Gemmenschneiderin
- Susanna Rademacher (1899–1980), deutsche literarische Übersetzerin
- Susanna Raganelli (* 1946), italienische Rennfahrerin und Kart-Weltmeisterin
- Susanna Rahkamo (* 1965), finnische Eiskunstläuferin
- Susanna Ridler, österreichische Vokalistin und Komponistin
- Susanna Riedlsperger (* 2001), österreichische Politikerin (NEOS)
- Susanna Ronus (1769–1835), Schweizer Schriftstellerin
- Susanna Roth (1950–1997), Schweizer Slawistin und Übersetzerin
- Susanna Rowson (1762–1824), US-amerikanische Schriftstellerin und Schauspielerin
- Susanna Rubinstein (1847–1914), österreichische Psychologin
- Susanna Saapunki (* 1992), finnische Skilangläuferin
- Susanna Salonen (* 1966), finnisch-deutsche Kamerafrau, Regisseurin, Drehbuchautorin und Grimme-Preisträgerin
- Susanna M. Salter (1860–1961), US-amerikanische Politikerin, erste Bürgermeisterin in den Vereinigten Staaten
- Susanna Maria von Sandrart (1658–1716), deutsche Künstlerin
- Susanna Scheibl (1842–1920), österreichische Mundartschriftstellerin
- Susanna Schellenberg (* 1974), Philosophin
- Susanna Schwager (* 1959), Schweizer Schriftstellerin
- Susanna Simon (* 1968), deutsche Schauspielerin
- Susanna van Steenwijk, niederländische Architekturmalerin
- Susanna Margarethe von Anhalt-Dessau (1610–1663), Prinzessin von Anhalt-Dessau, durch Heirat Gräfin von Hanau
- Susanna von Bayern (1502–1543), Markgräfin von Brandenburg-Kulmbach, Kurfürstin von der Pfalz
- Susanna Tamaro (* 1957), italienische Schriftstellerin und Filmregisseurin
- Susanna Tapani (* 1993), finnische Eishockey-, Ringette-, Inlinehockey- und Fußballspielerin
- Susanna Tausendfreund (* 1963), deutsche Rechtsanwältin und Politikerin (Die Grünen), MdL BY
- Susanna Thompson (* 1958), US-amerikanische Schauspielerin
- Susanna van Tonder (* 1988), luxemburgische Aktivistin für Behindertenrechte, Patientenfürsprecherin und Bloggerin
- Susanna Wallumrød (* 1979), norwegische Sängerin, Pianistin und Songwriterin
- Susanna Wellenbrink (* 1974), deutsche Schauspielerin
- Susanna Wesley (1669–1742), englische anglikanische Pfarrfrau, Mutter von John und Charles Wesley
- Susanna White (* 1960), britische Filmregisseurin
- Susanna Wiegand (* 1967), österreichische Schauspielerin
- Susanna Wigger (* 1988), deutsche Volleyball- und Beachvolleyballspielerin
- Susanna Woodtli (1920–2019), Schweizer Germanistin, Historikerin und Feministin
- Susanna Wright (1697–1784), britische Dichterin und Meinungsmacherin in Pennsylvania
- Susanna Zapreva (* 1973), österreichische Managerin der Energiewirtschaft
- Susanna Elisabeth Zeidler, deutsche Dichterin